# Паюс
Паюс — деревня в Верховажском районе Вологодской области.
Входит в состав Чушевицкого сельского поселения, с точки зрения административно-территориального деления — в Чушевицкий сельсовет.
Расстояние по автодороге до районного центра Верховажья — 42,5 км, до центра муниципального образования Чушевиц — 1,3 км. Ближайшие населённые пункты — Чушевицы, Щёкино, Басайлово.
По переписи 2002 года население — 310 человек (163 мужчины, 147 женщин). Всё население — русские.